# Lovecraft and Witch Hearts
Lovecraft and Witch Hearts est un double-CD de Cradle of Filth sorti en 2002 chez Music for Nations.
Le premier disque Lovecraft est une compilation de titres des précédents albums, et le second disque Witch Hearts contient des morceaux remasterisés et modifiés ainsi que des titres inédits du groupe.

## Titres
| 1.  | Creatures That Kissed In Cold Mirrors          |  |
| 2.  | Dusk And Her Embrace                           |  |
| 3.  | Beneath The Howling Stars                      |  |
| 4.  | Her Ghost In The Fog                           |  |
| 5.  | Funeral In Carpathia (Be Quick Or Be Dead Mix) |  |
| 6.  | The Twisted Nails Of Faith                     |  |
| 7.  | From The Cradle To The Enslave                 |  |
| 8.  | Saffron's Curse                                |  |
| 9.  | Malice Through The Looking Glass               |  |
| 10. | Cruelty Brought The Orchids                    |  |
| 11. | Lord Abortion                                  |  |

| 1.  | Once Upon Atrocity                                        |  |
| 2.  | Thirteen Autumns And A Widow (Red October mix)            |  |
| 3.  | For Those Who Died (Return To The Sabbat Mix)             |  |
| 4.  | Sodomy And Lust                                           |  |
| 5.  | Twisting Further Nails                                    |  |
| 6.  | Amore E Morte (Lycanthroy Mix)                            |  |
| 7.  | Carmilla's Masque                                         |  |
| 8.  | Lustmord And Wargasm (The Relicking Of Cadaverous Wounds) |  |
| 9.  | Dawn Of Eternity                                          |  |
| 10. | Of Dark Blood And Fucking (Stripped To The Bone Mix)      |  |
| 11. | Danse Macabre                                             |  |
| 12. | Hell Awaits (Reprise de Slayer)                           |  |
| 13. | Hallowed Be Thy Name (Reprise de Iron Maiden)             |  |